# Ferdinand Gombault
Ferdinand Gombault, né le 11 mai 1858 à Onzain et mort le 10 novembre 1947 à Blois, est un prêtre et auteur français. 
Docteur en philosophie, il a proposé une série de réflexions philosophiques et théologiques sur les apparitions de la sainte Vierge de Tilly-sur-Seulles, et a conclu pour certaines d'entre elles à leur fausseté, ainsi qu'à l'action directe d'influences extrêmement suspectes dans cette « affaire ». Dans L'Avenir de l'hypnose (1894), il dénonce les méfaits du spiritisme. Il a rencontré régulièrement René Guénon qu'il renseignait sur certaines données relatives au spiritisme.

## Publications
- L'Avenir de l'hypnose, réflexions philosophiques, théologiques, physiologiques, sur la nature et les effets du sommeil provoqué, Paris, Delhomme et Briguet, 1894.
- Dialogues philosophico-théologiques sur la Providence, Paris, Delhomme et Briguet, 1895.
- Les Apparitions de Tilly-sur-Seulles, étude scientifique et théologique, réponse à M. Gaston Méry, Blois, R. Contant, 1896.
- Autour des apparitions de Tilly-sur-Seulles, Blois, R. Contant, 1896. 2 vol. Comprend :  I. Réponse au 5e fascicule de M. Gaston Méry et au docteur XXX ; II. Réponse aux 6e et 7e fascicules de M. Gaston Méry. Suppléments à l'ouvrage précédent.
- Les Visions de l'école de Tilly-sur-Seulles^, Blois, R. Contant - Paris, Libraires associés, 1896. - En ligne, sur Gallica.
- Les Apparitions de Tilly-sur-Seulles, réponses au rapport de M. l'abbé Brettes, Blois, C. Migault, 1897.
- L'Imagination et les états préternaturels, étude psycho-physiologique et mystique, Blois, C. Migault, 1899. - En ligne, sur Gallica.
- Similitude des écritures figuratives - chinoise, égyptienne, babylonienne, Blois, C. Migault, 1915.